# Österreich-Rundfahrt 2006
Il Österreich-Rundfahrt 2006, cinquantottesima edizione della corsa, si svolse dal 3 al 9 luglio su un percorso di 1042 km ripartiti in 7 tappe, con partenza da Gars am Kamp e arrivo a Vienna. Fu vinto dallo statunitense Thomas Danielson della Discovery Channel davanti all'ucraino Ruslan Pidhornyj e all'austriaco Christian Pfannberger.

## Tappe
| Tappa  | Data     | Percorso                                                  | km   | Vincitore di tappa    | Leader cl. generale   |
| ------ | -------- | --------------------------------------------------------- | ---- | --------------------- | --------------------- |
| 1ª     | 3 luglio | Gars am Kamp > Gars am Kamp                               | 146  | Danilo Napolitano     | Danilo Napolitano     |
| 2ª     | 4 luglio | Linz > Salisburgo                                         | 188  | Fabio Baldato         | Fabio Baldato         |
| 3ª     | 5 luglio | Salisburgo > Kitzbühel                                    | 196  | Christian Pfannberger | Christian Pfannberger |
| 4ª     | 6 luglio | Kitzbühel > Prägraten                                     | 182  | Pieter Ghyllebert     | Christian Pfannberger |
| 5ª     | 7 luglio | Wolfsberg > Graz                                          | 170  | Danilo Napolitano     | Christian Pfannberger |
| 6ª     | 8 luglio | Podersdorf am See > Podersdorf am See (cron. individuale) | 31   | László Bodrogi        | Thomas Danielson      |
| 7ª     | 9 luglio | Podersdorf am See > Vienna                                | 129  | Fabrizio Guidi        | Thomas Danielson      |
| Totale | Totale   | Totale                                                    | 1042 |                       |                       |

## Dettagli delle tappe

### 1ª tappa
- 3 luglio: Gars am Kamp > Gars am Kamp – 146 km

| Pos. | Corridore          | Squadra    | Tempo    |
| ---- | ------------------ | ---------- | -------- |
| 1    | Danilo Napolitano  | Lampre     | 3h33'07" |
| 2    | Fabrizio Guidi     | Phonak     | s.t.     |
| 3    | Werner Riebenbauer | Vorarlberg | s.t.     |

| Pos. | Corridore          | Squadra    | Tempo    |
| ---- | ------------------ | ---------- | -------- |
| 1    | Danilo Napolitano  | Lampre     | 3h32'54" |
| 2    | Fabrizio Guidi     | Phonak     | a 6"     |
| 3    | Werner Riebenbauer | Vorarlberg | a 7"     |

### 2ª tappa
- 4 luglio: Linz > Salisburgo – 188 km

| Pos. | Corridore        | Squadra             | Tempo    |
| ---- | ---------------- | ------------------- | -------- |
| 1    | Fabio Baldato    | Tenax               | 4h11'21" |
| 2    | Remmert Wielinga | Quick Step          | s.t.     |
| 3    | Jan Valach       | Aposport Krone Linz | s.t.     |

| Pos. | Corridore        | Squadra             | Tempo    |
| ---- | ---------------- | ------------------- | -------- |
| 1    | Fabio Baldato    | Tenax               | 7h44'13" |
| 2    | Remmert Wielinga | Quick Step          | a 5"     |
| 3    | Jan Valach       | Aposport Krone Linz | a 8"     |

### 3ª tappa
- 5 luglio: Salisburgo > Kitzbühel – 196 km

| Pos. | Corridore             | Squadra           | Tempo    |
| ---- | --------------------- | ----------------- | -------- |
| 1    | Christian Pfannberger | ELK Haus          | 4h56'42" |
| 2    | Thomas Danielson      | Discovery Channel | a 52"    |
| 3    | Gerhard Trampusch     | Wiesenhof         | a 1'02"  |

| Pos. | Corridore             | Squadra           | Tempo     |
| ---- | --------------------- | ----------------- | --------- |
| 1    | Christian Pfannberger | ELK Haus          | 12h44'08" |
| 2    | Thomas Danielson      | Discovery Channel | a 56"     |
| 3    | Gerhard Trampusch     | Wiesenhof         | a 1'08"   |

### 4ª tappa
- 6 luglio: Kitzbühel > Prägraten – 182 km

| Pos. | Corridore         | Squadra    | Tempo    |
| ---- | ----------------- | ---------- | -------- |
| 1    | Pieter Ghyllebert | Vlaanderen | 5h06'42" |
| 2    | Ruslan Pidhornyj  | Tenax      | a 4"     |
| 3    | Vincenzo Nibali   | Liquigas   | a 19"    |

| Pos. | Corridore             | Squadra           | Tempo     |
| ---- | --------------------- | ----------------- | --------- |
| 1    | Christian Pfannberger | ELK Haus          | 17h51'47" |
| 2    | Thomas Danielson      | Discovery Channel | a 56"     |
| 3    | Ruslan Pidhornyj      | Tenax             | a 1'02"   |

### 5ª tappa
- 7 luglio: Wolfsberg > Graz – 170 km

| Pos. | Corridore         | Squadra    | Tempo    |
| ---- | ----------------- | ---------- | -------- |
| 1    | Danilo Napolitano | Lampre     | 4h01'16" |
| 2    | Graeme Brown      | Rabobank   | s.t.     |
| 3    | Guido Trenti      | Quick Step | s.t.     |

| Pos. | Corridore             | Squadra           | Tempo     |
| ---- | --------------------- | ----------------- | --------- |
| 1    | Christian Pfannberger | ELK Haus          | 21h53'03" |
| 2    | Thomas Danielson      | Discovery Channel | a 56"     |
| 3    | Ruslan Pidhornyj      | Tenax             | a 1'02"   |

### 6ª tappa
- 8 luglio: Podersdorf am See > Podersdorf am See (cron. individuale) – 31 km

| Pos. | Corridore        | Squadra           | Tempo  |
| ---- | ---------------- | ----------------- | ------ |
| 1    | László Bodrogi   | Crédit Agricole   | 36'04" |
| 2    | Vincenzo Nibali  | Liquigas          | a 40"  |
| 3    | Thomas Danielson | Discovery Channel | a 49"  |

| Pos. | Corridore             | Squadra           | Tempo     |
| ---- | --------------------- | ----------------- | --------- |
| 1    | Thomas Danielson      | Discovery Channel | 22h30'52" |
| 2    | Ruslan Pidhornyj      | Tenax             | a 16"     |
| 3    | Christian Pfannberger | ELK Haus          | a 1'12"   |

### 7ª tappa
- 9 luglio: Podersdorf am See > Vienna – 129 km

| Pos. | Corridore      | Squadra   | Tempo    |
| ---- | -------------- | --------- | -------- |
| 1    | Fabrizio Guidi | Phonak    | 2h38'55" |
| 2    | Marcel Sieberg | Wiesenhof | s.t.     |
| 3    | Graeme Brown   | Rabobank  | s.t.     |

| Pos. | Corridore             | Squadra           | Tempo     |
| ---- | --------------------- | ----------------- | --------- |
| 1    | Thomas Danielson      | Discovery Channel | 25h29'47" |
| 2    | Ruslan Pidhornyj      | Tenax             | a 16"     |
| 3    | Christian Pfannberger | ELK Haus          | a 1'27"   |

## Classifiche finali

### Classifica generale
| Pos. | Corridore             | Squadra                | Tempo     |
| ---- | --------------------- | ---------------------- | --------- |
| 1    | Thomas Danielson      | Discovery Channel      | 25h29'47" |
| 2    | Ruslan Pidhornyj      | Tenax Salmilano        | a 16"     |
| 3    | Christian Pfannberger | ELK Haus-Simplon       | a 1'27"   |
| 4    | Thomas Rohregger      | ELK Haus-Simplon       | a 2'12"   |
| 5    | Bernhard Kohl         | T-Mobile               | a 2'46"   |
| 6    | Marco Marzano         | Lampre-Fondital        | a 3'32"   |
| 7    | Gerhard Trampusch     | Team Wiesenhof         | a 4'12"   |
| 8    | Gerrit Glomser        | Team Vorarlberg        | a 4'41"   |
| 9    | Jurgen Van Goolen     | Discovery Channel      | a 4'54"   |
| 10   | Johann Tschopp        | Phonak Hearing Systems | a 5'05"   |